# Agrégateur
Ne doit pas être confondu avec Agrégateur de critiques ou Agrégation web.
 (mai 2012).
Si vous disposez d'ouvrages ou d'articles de référence ou si vous connaissez des sites web de qualité traitant du thème abordé ici, merci de compléter l'article en donnant les références utiles à sa vérifiabilité et en les liant à la section « Notes et références ».

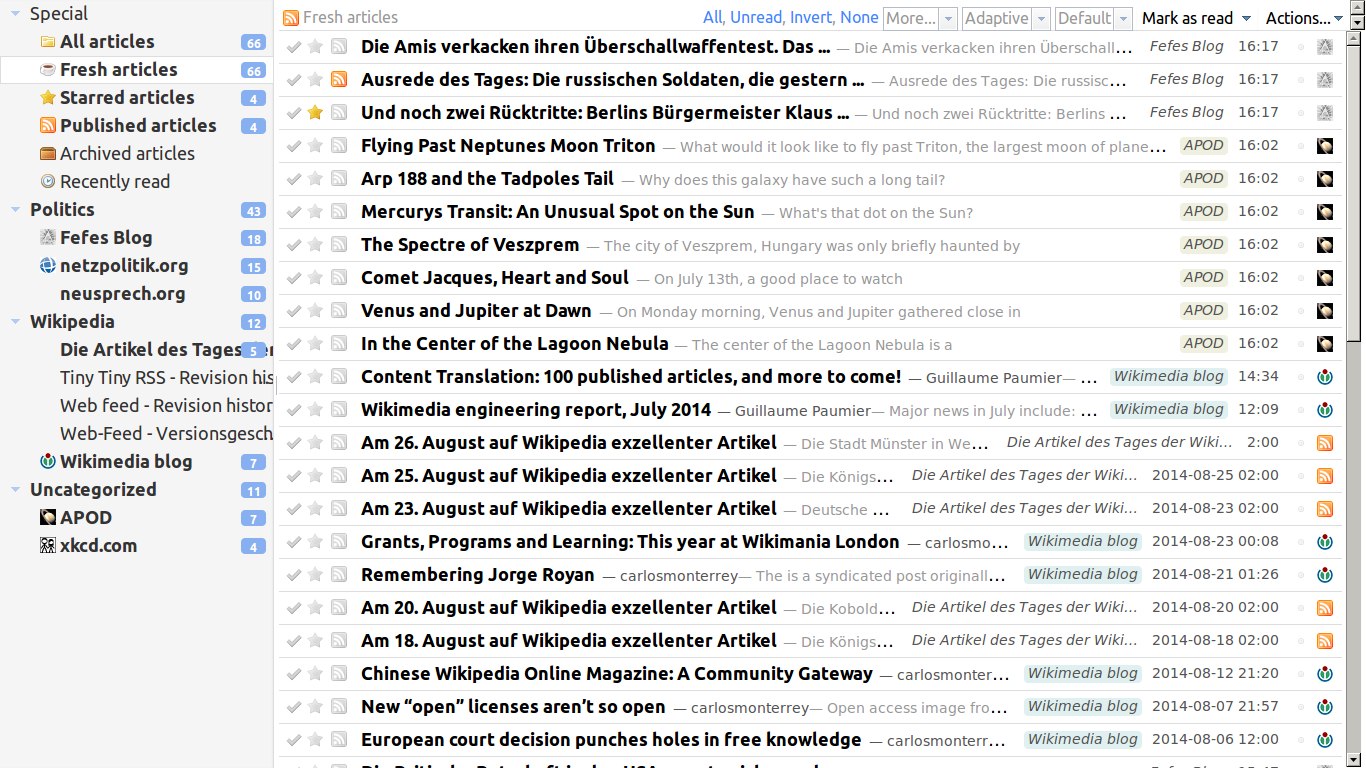
Tiny Tiny RSS installation

Un agrégateur est une entité qui regroupe plusieurs grandeurs ou flux en un seul.
Dans le domaine informatique, un logiciel agrégateur tresse plusieurs fils de syndication en même temps. Il prévient de la mise à jour de sites web ou des actualités qu'ils publient et importe le contenu nouveau en question.
Dans le domaine de l'énergie, un agrégateur désigne un opérateur économique spécialisé dans l'agrégation d'effacement de consommation électrique.

## Dans le domaine informatique
L'agrégateur est une sorte de « facteur » qui va chercher le courrier à l'extérieur, puis le dépose chez l'utilisateur et l'avertit (par notification sonore, visuelle, etc.), dispensant celui-ci d'aller régulièrement aux nouvelles en visitant de nombreux sites internet. Son fonctionnement est proche de celui d'une messagerie électronique quasiment en temps réel qui serait limitée à la lecture des messages reçus (le « fil » de syndication). Des exceptions sont le cas de billets de blogs, pour lesquels certains agrégateurs permettent de publier des commentaires. Un agrégateur ne peut traiter qu'une information spécialement structurée par une technique particulière.
Les sources de contenu (des sites web en général) offrent l'adresse d'un fil de syndication mis à jour plus ou moins régulièrement. Cette première phase, dite « syndication de contenu » structure les données pour l'agrégateur. L'agrégation consiste à s'abonner à un ou plusieurs de ces fils de syndication. L'agrégateur détecte leurs mises à jour et avertit aussitôt l'utilisateur, sans qu'il ait à visiter périodiquement les sites internet diffusant les fils de syndication auxquels il s'est abonné. Chaque fil est associé à un dossier dans l'agrégateur, dossier qui contient les différentes entrées du fil — le plus souvent par ordre chronologique inverse (les plus récentes entrées en premier). La détection de nouveaux éléments dans un fil est périodique, ou réalisée à la demande de l'utilisateur qui peut quand il le souhaite mettre à jour tout ou partie de ses abonnements.
L'agrégateur permet généralement de visualiser une liste des fils enregistrés, classés alphabétiquement ou par thématique. Pour chaque fil, les n-derniers éléments sont listés (n choisi par l'utilisateur ou fixé). Pour chaque élément (billet, article…) peut être affiché un résumé ou son contenu complet. De ce fait, l'utilisateur peut être amené à quitter son agrégateur pour lire le contenu sur le site d'où il a été tiré, ou bien en faire l'entière lecture dans son logiciel.

### Technologie
Les agrégateurs traitant des fils de syndication structurés, ce sont pour la plupart des logiciels clients interprétant des fichiers textes de contenus balisés. XML est largement utilisé, pour les fils de type RSS et Atom par exemple. À ne pas confondre avec les curateurs dont l'activité consiste à opérer un tri intelligent des contenus du web, bien qu'ils puissent être complémentaires.

### Usages
Les fils de syndication sont très utilisés sur les blogues : chaque nouveau billet posté est ainsi transmis en quasi-temps réel aux personnes abonnées au fil du carnet, qui peuvent le lire directement dans leur agrégateur. Ce mode de suivi commence à être adopté en masse par les sites d'actualités, comme les quotidiens en ligne dont le contenu, renouvelé arbitrairement ou par cycles, peut être regroupé en thématiques par l'utilisateur. La plupart des agrégateurs permettent en effet de faciliter le suivi de ces fils en les catégorisant en dossiers et sous-dossiers.
Agrégation et syndication sont les deux facettes d'une même idée, qui veut proposer à l'utilisateur une décentralisation du contenu : créé en des points isolés d'internet, il doit pouvoir être transmis à travers les mailles du réseau de façon simple, et il doit également pouvoir être regroupé chez l'utilisateur et le lecteur, en des thématiques arbitraires, sans perdre sa cohérence. L'agrégateur essaye de faciliter l'organisation du contenu, en plus d'être un outil de suivi temporel.

### Interface d'accès aux services
Le stockage des fils se fait de deux façons : 
- par des logiciels fonctionnant en local, à installer ;
- par inscription sur des sites de gestion et de partage de fils. L'agrégateur est alors une application web, non un logiciel classique. Cela évite d'avoir à utiliser un logiciel de création de flux spécifique à chaque système d'exploitation (Feed Editor, RSS Wizard, Feed Mix sous Windows) qui nécessitent tous que le fichier XML soit déposé en ligne par le protocole FTP pour être accessible aux internautes par le protocole HTTP. Ils s'inscrivent dans le concept de « travail à distance » initié par WebDAV puis les systèmes de gestion de contenu utilisant fortement le concept de clients légers en s'appuyant sur la technologie AJAX (JavaScript).

### Logiciels

#### Libres
- Thunderbird
- Tiny Tiny RSS (PHP, MySQL)
- FreshRSS (PHP, MySQL, SQLite ou PostgreSQL)
- RSSOwl (java)
- Leed (PHP, MySQL)
- Liferea (C, GTK)
- KrISS-feed (PHP)
- Reportlinker (site internet)
- Miniflux (Golang, Postgresql)
- Selfoss (PHP, MySQL ou SQLite)
- Rssmonster (PHP, MySQL)
- readerself (PHP, MySQL ou SQLite)
- NewsBlur (Python)
- Feedhq (Python)
- Flym (Android)[2]
- RSS Guard (C++)[3]

#### Propriétaires
- Inoreader
- Netvibes
- Microsoft Outlook
- Google Reader : fermé en juillet 2013

## Dans le marché de l'énergie
L'agrégateur est un service (et une profession) émergent, lié à l'ouverture du marché de l'électricité, mais surtout au développement des énergies renouvelables ou « fatales » par essence plus irrégulières. Il cherche à équilibrer l'offre et la demande en électricité sur le réseau électrique à partir d'un ensemble de centrales électriques complémentaires (ex. : éoliennes, solaires, hydrauliques, biogaz). Pour cela, il gère les injections décentralisées d'énergies sur le réseau, d'éventuels moyens de stockage d'électricité, d'augmentation et d'effacement de production d'énergie. Il est intermédiaire entre des producteurs d’électricité et le marché de l’électricité. Il achète des productions à ses partenaires et les vend directement à des clients ou à la bourse de l’électricité. Un marché similaire existe qui porte sur l'agrégation d'effacement de consommation électrique.
Certains agrégateurs ont développé leurs propres outils de gestion (« centrale virtuelle » et système d'information en temps réel sur les centrales qu’ils administrent et le réseau électrique qu'ils alimentent). D'autres cherchent à décentraliser la gestion du réseau via un smartgrid et des compteurs et capteurs intelligents, ces solutions pouvant aussi être combinées. En France, il doit être agréé et disposer de preuves de capacités à fournir ses clients (pour éviter le blackout du réseau) ; dans le cadre de la libéralisation du marché de l'énergie, les déclarations de capacités sont appelées « garanties de capacité » (valeurs échangeables ou monnayables auprès des fournisseurs sur le marché de capacité. Il contribue aussi à la diffusion et à la circulation des garanties d'origine. 

## Dans le marché des services
Une nouvelle génération d'agrégateurs vise à agréger en une unique plateforme quantité de services pertinents avec l'activité de l'utilisateur. Les utilisateurs pourront ainsi avoir recours aux services proposés sans avoir besoin de créer un compte chez chacun des partenaires et sans avoir à changer d'interface.
En règle générale, ces agrégateurs utilisent des APIs afin d'offrir aux utilisateurs une utilisation la plus fluide possible.